# Temerin
Temerin (izvirno srbsko Темерин) je naselje v Srbiji, ki je središče istoimenske občine; slednja pa je del Južnobačkega upravnega okraja.

## Demografija
V naselju živi 15.175 polnoletnih prebivalcev, pri čemer je njihova povprečna starost 38,3 let (37,0 pri moških in 39,5 pri ženskah). Naselje ima 6529 gospodinjstev, pri čemer je povprečno število članov na gospodinjstvo 2,94.
Prebivalstvo je večinoma nehomogeno, a v času zadnjih 3 popisov je opazen porast števila prebivalcev.
|  |

| Demografija | Demografija     | Demografija     |
| Leto        | Št. prebivalcev | Št. prebivalcev |
| ----------- | --------------- | --------------- |
|             |                 |                 |
|             |                 |                 |
|             |                 |                 |
|             |                 |                 |
| 1948        | 11438           |                 |
| 1953        | 11621           |                 |
| 1961        | 12705           |                 |
| 1971        | 13584           |                 |
| 1981        | 14875           |                 |
| 1991        | 16971           | 16579           |
| 2002        | 19924           | 19216           |
|             |                 |                 |

| Etnična sestava po popisu iz leta 2002 | Etnična sestava po popisu iz leta 2002 | Etnična sestava po popisu iz leta 2002 | Etnična sestava po popisu iz leta 2002 | Etnična sestava po popisu iz leta 2002 |
| -------------------------------------- | -------------------------------------- | -------------------------------------- | -------------------------------------- | -------------------------------------- |
| Srbi                                   | Srbi                                   |                                        | 9.660                                  | 50,27%                                 |
| Madžari                                | Madžari                                |                                        | 8.187                                  | 42,60%                                 |
| Jugoslovani                            | Jugoslovani                            |                                        | 304                                    | 1,58%                                  |
| Hrvati                                 | Hrvati                                 |                                        | 137                                    | 0,71%                                  |
| Črnogorci                              | Črnogorci                              |                                        | 62                                     | 0,32%                                  |
| Slovaki                                | Slovaki                                |                                        | 53                                     | 0,27%                                  |
| Romi                                   | Romi                                   |                                        | 38                                     | 0,19%                                  |
| Albanci                                | Albanci                                |                                        | 33                                     | 0,17%                                  |
| Rusini                                 | Rusini                                 |                                        | 32                                     | 0,16%                                  |
| Nemci                                  | Nemci                                  |                                        | 19                                     | 0,09%                                  |
| Muslimani                              | Muslimani                              |                                        | 15                                     | 0,07%                                  |
| Makedonci                              | Makedonci                              |                                        | 15                                     | 0,07%                                  |
| Romuni                                 | Romuni                                 |                                        | 13                                     | 0,06%                                  |
| Slovenci                               | Slovenci                               |                                        | 9                                      | 0,04%                                  |
| Ukrajinci                              | Ukrajinci                              |                                        | 6                                      | 0,03%                                  |
| Bolgari                                | Bolgari                                |                                        | 6                                      | 0,03%                                  |
| Bunjevci                               | Bunjevci                               |                                        | 5                                      | 0,02%                                  |
| Rusi                                   | Rusi                                   |                                        | 4                                      | 0,02%                                  |
| Bošnjaki                               | Bošnjaki                               |                                        | 1                                      | 0,00%                                  |
| Neznano                                | Neznano                                |                                        | 307                                    | 1,59%                                  |